# 王丹彦
王丹彦（1957年9月—），女，北京人，中国文艺评论家，曾任中国电视艺术委员会副主任、秘书长，中国文艺评论家协会副主席、顾问。